# Список глав государств в 710 году
Список глав государств в 709 году — 710 год — Список глав государств в 711 году — Список глав государств по годам

## Африка
- Ифрикия — Муса ибн Нусайр, наместник (703 — 715)
- Макурия — 
  - Меркурий, царь (697 — 710)
  - Кириак I, царь (ок. 710 — ок. 738)
- Некор — Салих I ибн Мансур, эмир[англ.] (710 — 749)

## Америка
- Баакульское царство — К’ан Хой Читам II, царь (702 — 722)
- Канульское царство — Йукно’м Ток’ К’авииль, священный владыка (ок. 702 — ок. 731)
- Дос-Пилас — Ицамнаах К'авиль, царь (692 — 726)
- Мутульское царство (Тикаль) — Хасав-Чан-Кавиль I, царь (682 — 734)
- Шукууп (Копан) — Вашаклахуун-Уб’аах-К’авииль, царь (695 — 738)
- Яшчилан (Пачан) — Ицамнах-Балам III, божественный царь (681 — 742)

## Азия
- Абхазия (Абазгия) — 
  - Константин I, князь (ок. 680 — ок. 710)
  - Феодор, князь (ок. 710 — ок. 730)
- Армянский эмират — Смбат VI Багратуни, ишхан (691 — 711)
- Бохай (Пархэ) — Да Цзожун (Гао-ван), ван (698 — 719)
- Гилян (Дабюиды) — Фарукхан Великий, испахбад (676 — 728)
- Грузия — 
  - Картли — Гурам III, эрисмтавар (693 — 748)
  - Кахетия — Стефаноз II, князь[англ.] (684 — 736)
  - Тао-Кларджети — Нерсе, князь (705 — 742)
- Дханьявади — Тюрия Тири, царь[англ.] (694 — 714)
- Индия — 
  - Бадами (Западные Чалукья) — Виджаядитья Сатьяшрая, махараджа (696 — 733)
  - Венги (Восточные Чалукья) — Джаясимха II, махараджа (706 — 718)
  - Западные Ганги — Шивамара I, махараджа (679 — 726)
  - Кашмир — Пратападития, махараджа[нем.] (ок. 661 — ок. 711)
  - Паллавы (Анандадеша) — Нарасимхаварман II, махараджа (695 — 722)
  - Пандья — 
    - Арикесари Мараварман, раджа (670 — 710)
    - Кочадайан Ранадхиран, раджа (710 — 735)
- Камарупа — Виджая, царь (670 — 725)
- Китай (Династия Тан) — 
  - Чжун-цзун (Ли Сянь), император (684, 705 — 710)
  - Шао-ди (Ли Чунмао), император (710)
  - Жуй-цзун (Ли Дань), император (684 — 690, 710 — 712)
- Кок-тюркский каганат — Капаган-каган, каган (693 — 716)
- Наньчжао — Синцзун-ван (Мэн Лошэн), ван (674 — 712)
- Омейядов халифат — Валид I, халиф (705 — 715)
- Паган — 
  - Пеит Тонг, король[англ.] (660 — 710)
  - Мин Кве, король[англ.] (710 — 716)
- Раджарата (Анурадхапура) — Манаванна, король (691 — 726)
- Силла — Сондок Великий, ван (702 — 737)
- Сунда — Тарусбава, король (669 — 723)
- Табаристан (Баванди) — Сорхаб I, испахбад (680 — 728)
- Тибет — Тиде Цугцэн, царь (704 — 755)
- Тюргешский каганат — Согэ, каган (708 — 711)
- Тямпа — Викрантаварман II, князь (ок. 686 — ок. 731)
- Ченла — Джаядеви, королева (681 — 713)
- Шривиджайя — Индраварман, махараджа (702 — 728)
- Япония — Гэммэй, императрица (707 — 715)

## Европа
- Англия — 
  - Восточная Англия — Эльдвульф, король (664 - 713)
  - Думнония — 
    - Геррен, король (700 — 710)
    - Ител, король (710 — 715)

  - Кент — Витред, король (692 — 725)
  - Мерсия — Кеолред, король (709 — 716)
  - Нортумбрия — Осред I, король (705 - 716)
  - Уэссекс — Ине, король (688 — 726)
  - Хвикке — 
    - Этельверд, король (704 — 716)
    - Этельрик I, король (704 — 736)

  - Эссекс — Селред, король (709 — 746)
- Болгарское царство — Тервел, хан (700 — 721)
- Венецианская республика — Паоло Лучио Анафесто, дож (697 — 717)
- Вестготское королевство — 
  - Витица, король (702 — 710)
  - Родерих, король (710 — 711)
- Византийская империя — Юстиниан II, император (685 — 695, 705 — 711)
  - Равеннский экзархат — 
    - Феофилакт, экзарх (702 — 710)
    - Иоанн III Ризокоп, экзарх (710 — 711)

  - Неаполь — Кесарь II, герцог (706 - 711)
- Волжская Булгария — 
  - Котраг, хан (668 — ок. 710)
  - Ирхан, хан (ок. 710 — ок. 765)
- Дания — Онгенд, король (ок. 695 - 735)
- Домнония — Риваллон II, король (692 — 720)
- Ирландия — 
  - Конгал Кеннмагайр, верховный король (703 — 710)
  - Фергал мак Маэл Дуйн, верховный король (710 — 722)
  - Айлех — Фергал мак Маэл Дуйн, король (700 — 722)
  - Коннахт — 
    - Индрехтах II, король (707 — 723)
    - Домналл мак Катайл, король (707 — 714)

  - Лейнстер — Келлах Куаланн мак Гериди, король (693 — 715)
  - Мунстер — Этерскел мак Маэл Умай, король (ок. 698 — 721)
  - Ольстер — Аэд Ройн, король (708 — 735)
- Лангобардское королевство — Ариперт II, король (702 — 712)
  - Беневенто — Ромуальд II, герцог (706 — 732)
  - Сполето — Фароальд II, герцог (703 - 724)
  - Фриуль — Пеммо, герцог (706 - 739)
- Папский престол — Константин, папа римский (708 — 715)
- Сербия — Ратомир, жупан (ок. 700 — ок. 730)
- Уэльс —
  - Брихейниог — 
    - Кадуган ап Катен, король (690 — 710)
    - Райн ап Кадуган, король (710 — 720)

  - Гвент — Морган II ап Атруис, король (685 — 715)
  - Гвинед — Идвал ап Кадваладр, король (682 — 720)
  - Дивед — 
    - Кадуган ап Катен, король (690 — 710)
    - Райн ап Кадуган, король (710 — 730)

  - Кередигион — Сейсилл ап Клидог, король (665 — 720)
  - Поуис — 
    - Гуилог ап Бели, король (ок. 665 — 710)
    - Элисед ап Гуилог, король (710 — 755)
- Франкское королевство — Хильдеберт III, король (695 — 711)
  - Австразия — 
    - Пипин Геристальский, майордом (680 - 714)

  - Нейстрия и Бургундия — 
    - Гримоальд Младший, майордом (695 — 714)

  - Аквитания и Васкония — Эд Великий, герцог (ок. 688 — 735)
  - Бавария — Теодон II, герцог (680 — 716)
  - Тюрингия — Хеден II Младший, герцог (689 — ок. 741)
  - Шампань — Гримоальд Младший, герцог (708 — 714)
- Фризия — Радбод I, король (680 - 719)
- Хазарский каганат — Ибузир Гляван, каган (690 - 715)
- Швеция — Харальд Боезуб, король (ок. 705 - ок. 750)
- Шотландия —
  - Галвидел — Тутагуал ап Анарауд, король (695 — 715)
  - Дал Риада — Селбах, король (700 — 723)
  - Пикты — Нехтон III, король (706 — 724, 726 — 729)
  - Стратклайд (Альт Клуит) — Бели II, король (694 — 722)

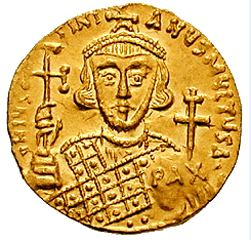
Юстиниан II 705-711 Император Византии
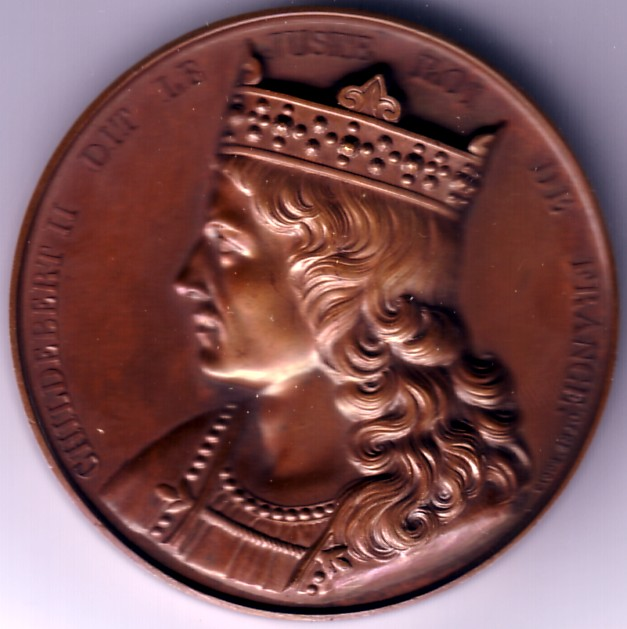
Хильдеберт III 695-711 Король франков
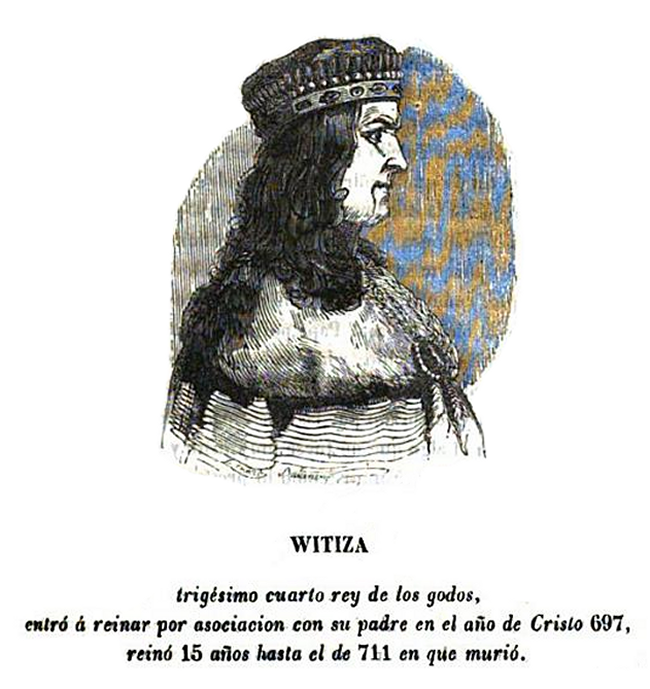
Витица 702-710 Король вестготов
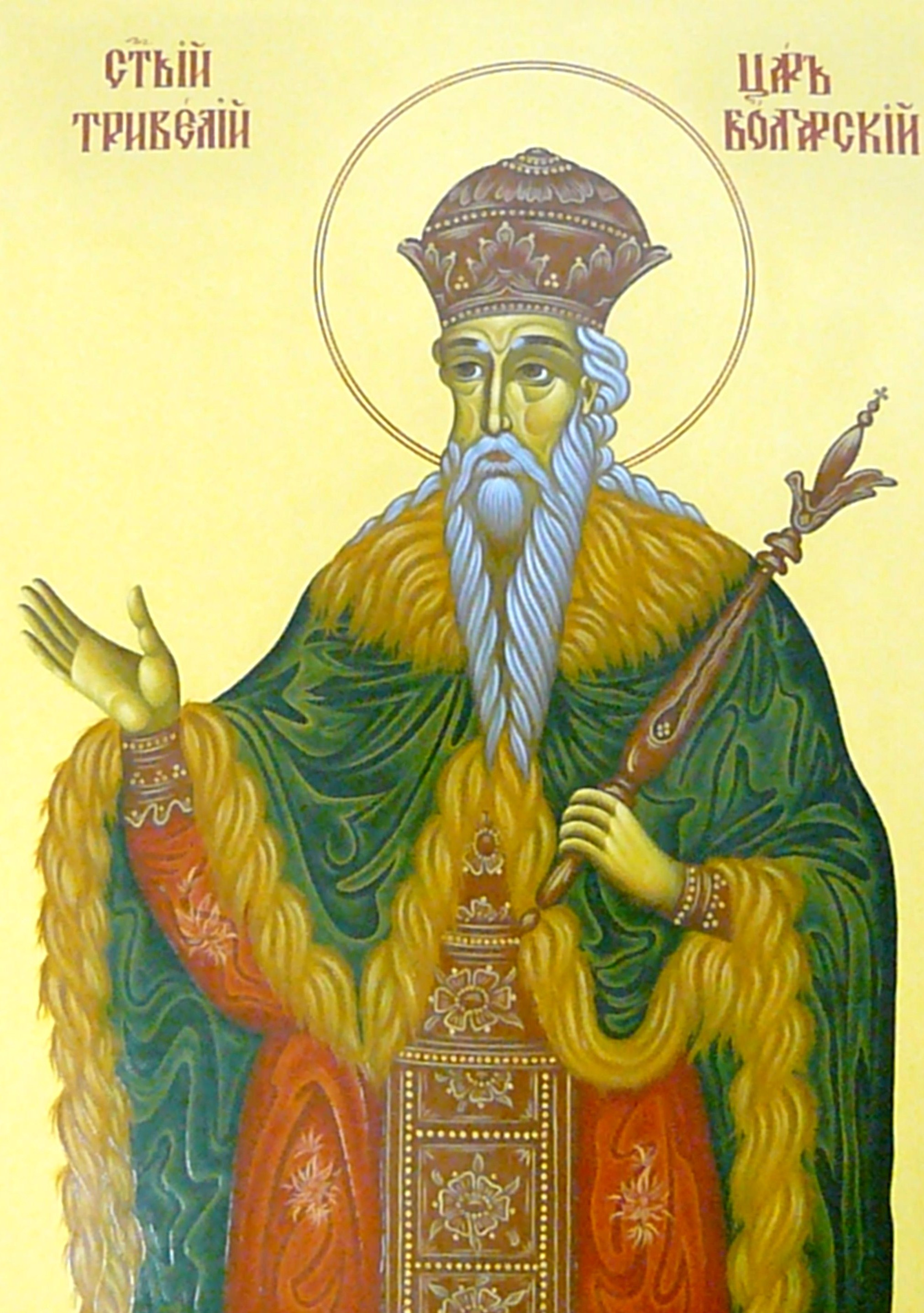
Тервел 700-721 Хан Болгарии
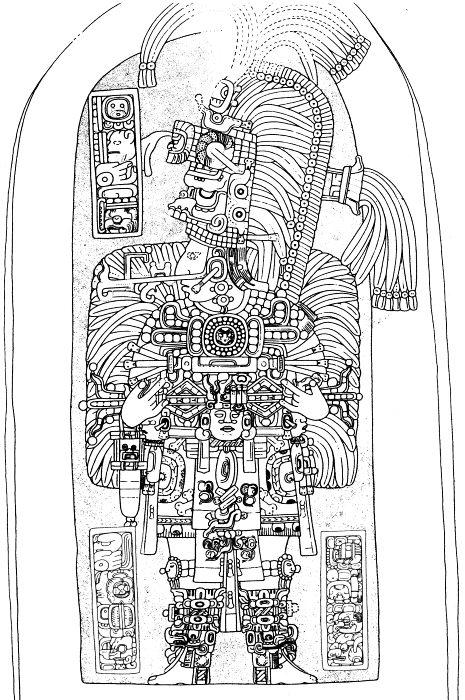
Хасав-Чан-Кавиль I 682-734 Царь Тикаля
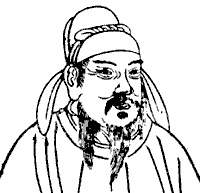
Чжун-цзун 705-710 Император Китая
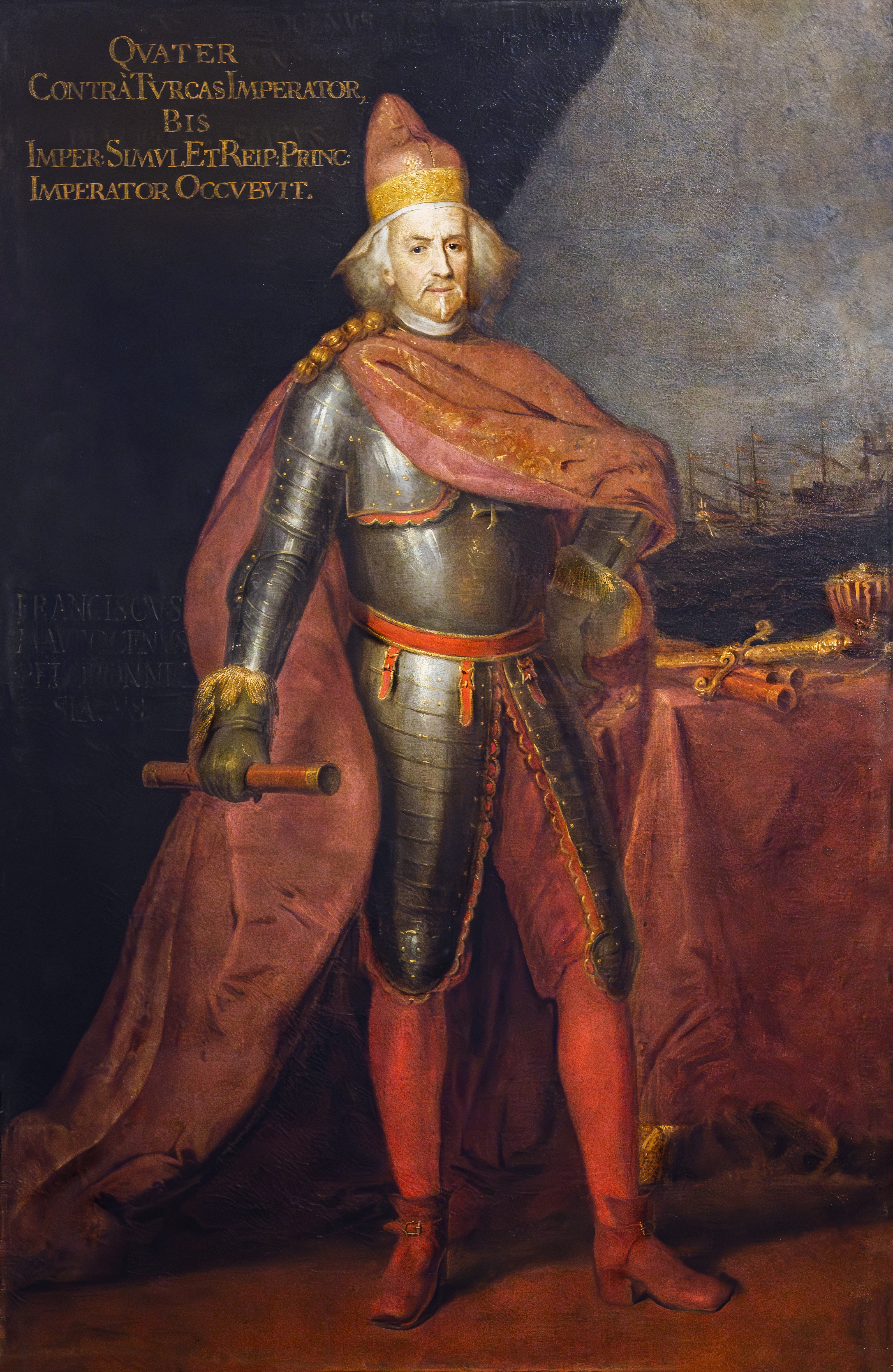
Паоло Лучио Анафесто 697-717 Дож Венеции
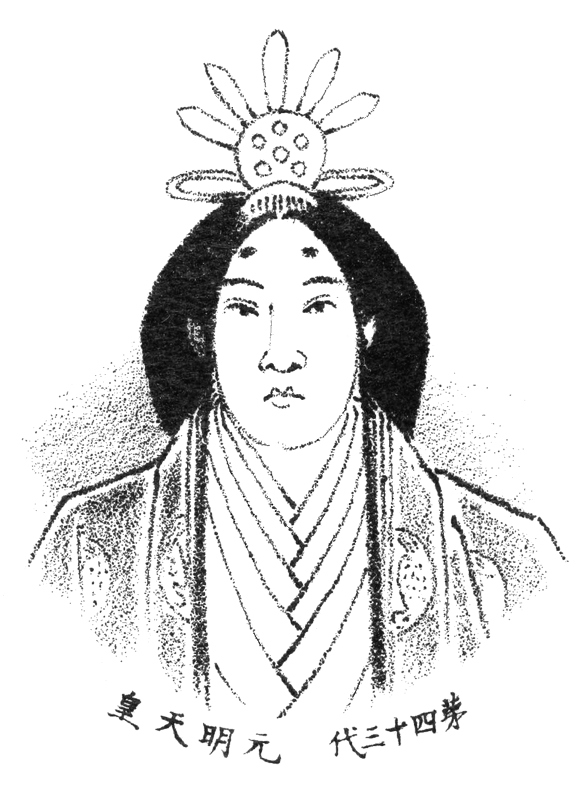
Гэммей 707-715 Императрица Японии
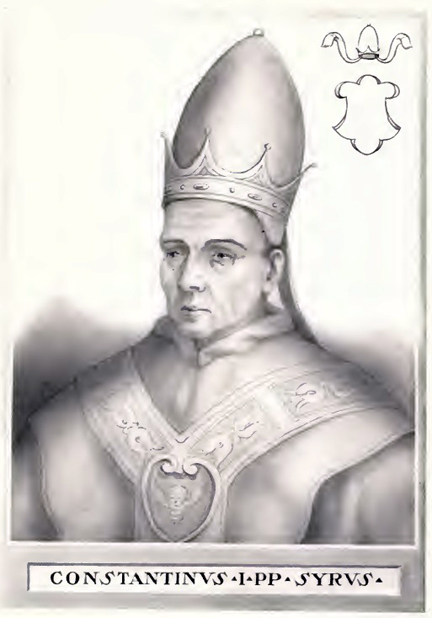
Константин 708-715 Папа римский